# Eumecosoma
Eumecosoma is een vliegengeslacht uit de familie van de roofvliegen (Asilidae).

## Soorten
- E. ayala Kaletta, 1974
- E. caerulum Scarbrough & Perez-Gelabert, 2006
- E. calverti Hine, 1917
- E. carmina Kaletta, 1974
- E. dicromum Bigot, 1878
- E. hirsutum Hermann, 1912
- E. mellipes Wiedemann, 1828
- E. metallescens Schiner, 1868
- E. mollis Bromley, 1934
- E. pleuritica (Wiedemann, 1828)
- E. shropshirei Curran, 1930
- E. staurophorum Schiner, 1868
- E. tarsalis Curran, 1930
- E. tiarensis (Kaletta, 1978)